# Caius Porcius Cato
Pour les articles homonymes, voir Porcius Cato.
Caius Porcius Cato est un homme politique de la République romaine, consul en 114 av. J.-C. Il est condamné par la lex Mamilia en 109 av. J.-C.

## Famille
Il est le fils cadet de Marcus Porcius Cato Licinianus, juriste reconnu, et le petit-fils du célèbre consul et censeur Caton l'Ancien,.
Il a un frère, Marcus Porcius Cato, consul en 118 av. J.-C., et mort durant sa magistrature.
C'est un orateur médiocre selon Cicéron.

## Biographie
Il est préteur au plus tard en 117 av. J.-C. selon les dispositions de la lex Villia.
En 114, il est consul avec Manius Acilius Balbus, et il lui est attribué la province de Macédoine pour l'année suivante. Il y est battu par le peuple thrace des Scordiques,,.
À cause d'accusations d'extorsions en Macédoine, il est condamné à une amende,,.
En 111 ou 110, il sert comme légat sous Lucius Calpurnius Bestia ou Spurius Postumius Albinus dans la guerre de Jugurtha,.
Un tribun de la plèbe en 109, Caius Mamilius Limetanus, obtient qu'une commission soit mise en place pour juger ceux qui, dans leurs ambassades ou leurs commandements, ont reçu de l'argent de Jugurtha. Outre Caius Porcius Cato, trois autres consulaires sont condamnés : Lucius Opimius, chef d'une ambassade corrompue en 116, Lucius Calpurnius Bestia, consul en 111 et qui se laisse corrompre pour signer un simulacre de paix, et Spurius Postumius Albinus, consul et commandant inactif de la guerre contre Jugurtha en 110,.
Banni, il s'exile à Tarraco en Hispanie.